# 580-й Східний кавалерійський дивізіон
580-й Східний кавалерійський дивізіон (нім. Ost Reiter Abteilung 580) — військовий підрозділ колаборантів Вермахту періоду Другої світової війни, що складався з козаків.

## Історія
На межі 1942–1943 років було сформовано 580-й кінний дивізіон, що складався з двох ескадронів кавалерії. До них входили I, II, III, IV, V, VI, VII, VIII, IX охоронні сотні (нім. Sicherungs-Hundertschaften). При комплектуванні IV-VI сотень використали козаків 581-го батальйону польової жандармерії. Командував дивізіоном капітан Ернст Каламорз. Він діяв у складі 1-ї танкової армії групи армій «Південь» і використовувався для протидії партизанам. 160-ти особовий загін у середині 1944 перевели на терени Польщі і застосували у придушенні Варшавського повстання у серпні-вересні 1944 року. Вони вели бої у Старому Місті, Чернякуві, Жолібожі. Вже 1 вересня Ернста Каламорза за військові заслуги у Варшаві нагородили Німецьким хрестом в золоті.
Наприкінці року дивізіон перейменували у 580-й Східний кавалерійський дивізіон. Його перекинули на Східний фронт, де у січні-березні 1945 брали участь у боях на Одері південніше Ополе, де поміж селами Готтенсдорф і Гросс Шімніц/Зімніце-Великі Червона армія захопила невеликий плацдарм.